# Élection gouvernorale de 2022 en Alabama
L'élection gouvernorale de 2022 en Alabama a lieu le 8 novembre 2022. 
La gouverneure républicaine sortante Kay Ivey a pris ses fonctions le 10 avril 2017, à la suite de la démission de Robert J. Bentley, et a été élue pour un mandat complet en 2018. Elle se présente pour être réélue pour un deuxième mandat complet. 
Des élections primaires ont eu lieu le 24 mai. Ivey a remporté aisément l'investiture républicaine. Elle affronte l'activiste démocrate Yolanda Flowers. Ivey est largement favorite, dans cet État très républicain. Il s'agit de la première élection gouvernorale dans l'histoire de l'État lors de laquelle les candidats des deux principaux partis sont des femmes.
Ivey est largement réélue pour un deuxième mandat complet. Elle réalise le meilleur score de sa carrière de gouverneure.

## Résultats
| Candidats                | Candidats           | Partis              | Voix    | %    |
| ------------------------ | ------------------- | ------------------- | ------- | ---- |
|                          | Kay Ivey            | Républicain         | 944 845 | 66,9 |
|                          | Yolanda Flowers     | Démocrate           | 411 687 | 29,2 |
|                          | Jimmy Blake         | Libertarien         | 45 823  | 3,2  |
|                          | Candidats par écrit | Candidats par écrit | 9 401   | 0,7  |
|                          |                     |                     |         |      |
| Votes valides            |                     |                     |         |      |
| Votes blancs et nuls     |                     |                     |         |      |
| Total                    |                     |                     |         |      |
| Abstention               |                     |                     |         |      |
| Inscrits / participation |                     |                     |         |      |